# Сказкотерапия
Сказкотерапия — это метод психологии, использующий сказку для решения задач в области воспитания, образования, коррекции поведения, профилактики психологических отклонений, психологической и психотерапевтической помощи и др.

## История
Источниками концепции сказкотерапии стали работы Л. С. Выготского, Д. Б. Эльконина, исследования и опыт Б. Беттельхейма, терапия историями Р. Гарднера, работы Э. Фромма, Э. Берна, идеи К. Г. Юнга и М.-Л. фон Франц, позитивная терапия притчами и историями Н. Пезешкяна, исследования детской субкультуры М. Осориной, работы В. Проппа, идеи Е. Романовой, психотерапевтические сказки и идеи А. Гнездилова, опыт А. Захарова.
Первой книгой, написанной специально для детских психологов и воспитателей детских садов, использующих метод сказкотерапии, был сборник сказок Натальи Юрьевны Риттиной «В нашем лесу», изданный в 2016 году .
Историю сказкотерапии как школы практической психологии, объединяющей в своём содержании элементы искусства, фантазии, особую специфику культурного контекста взаимодействия с личностью, следует начинать с 90-х годов XX века. Однако если рассматривать её именно как метод активного воздействия на личность, то её история будет иметь гораздо более древние корни.
Согласно исследованиям О. И. Каяшевой, в становлении сказкотерапии можно выделить этап спонтанного сложения и передачи историй, этап научного анализа метафорического материала и этап использования сказки как техники психолого-педагогической работы. Доработав данную схему, она выделила в истории сказкотерапии как метода четыре основных этапа:
- этап устного народного творчества;
- этап собирания и исследования сказок и мифов;
- этап применения сказкотерапии как психотехники;
- этап комплексной сказкотерапии[10].

## Способы и приёмы
Вачков И. В. выделил 24 способа и приёма работы со сказкой. Вот некоторые из них:
- Чтение и последующее обсуждение сказок.
- Рассказывание сказки.
- Характеристика героев с формулированием своего отношения.
- Включение в сказку персонажа другой сказки.
- Рисование иллюстраций к сказке.
- Рассказывание сказки наоборот.
- Суд над персонажем.
- Создание сказки по имеющейся модели.

## Особенности
Сказкотерапия помогает в реабилитации детей с нарушением слуха, в частности, при проведении логоритмики после кохлеарной имплантации.
Несмотря на востребованность данного метода, его нельзя применять при острых психотических состояниях, высоком риске развития судорожного синдрома, значительных поражениях головного мозга, декомпенсации соматической патологии.